# Pataki Bernát
Pataki Bernát, 1876-ig Bacher Bernát (Liptószentmiklós, 1852. április 26. – Párizs, 1893. április 9.) hírlapíró.

## Életútja
Bacher Simon, híres talmudista fia és Bacher Vilmos, a budapesti rabbi-képzőintézet tanárának fivére. Neje Pataki Ilona hírlapíró, akivel 1887. szeptember 4-én Budapesten kötött házasságot. Miután egyetemi tanulmányait elvégezte, hírlapíró lett és az 1870-es évek elején a Pester Lloyd szerkesztőségéhez csatlakozott. Az 1880-as évek elején Párizsba költözött mint a Pester Lloyd és más külföldi lapok levelezője; ott élt 1893. április 9-ig, amikor 41 éves korában influenzában meghalt. Bacher családi nevét 1876-ban változtatta Patakira.